# 防城港市高级中学
21°38′56″N 108°22′44″E / 21.648955°N 108.379008°E
防城港市高级中学创办于2000年6月，是一所防城港市直辖的高级中学。
防城港市高级中学位于防城港市港口区渔洲大道大龙山旁，有42个教学班，在校生2600人。学校占地250亩，总建筑面积为3.16万平方米。

## 师资力量
专任教师161人，毕业于华东师范大学、华中师范大学、东北师范大学和广西师范大学等。特级教师2人人，高级教师占专任教师的34%，中级以上的教师占专任教师的72%。

## 教学设施
1. 教学楼
2. 综合楼
3. 实验楼
4. 男女生宿舍楼
5. 自治区级A级食堂
6. 标准足球场一个（内设两个中型足球场，400米环形跑道）
7. 水泥篮球场6个
8. 排球场4个
9. 羽毛球场12个
10. 校园广场
11. 多媒体教室4间，计算机200台，
12. 远程教育教室
13. 电教室
14. 理化生实验室
15. 语音实验室
16. 图书馆(藏书10多万册)、阅览室
17. 校园广播系统
18. 校园网